# Agastache foeniculum
Agastache foeniculum là một loài thực vật có hoa trong họ Hoa môi. Loài này được (Pursh) Kuntze mô tả khoa học đầu tiên năm 1891.

## Hình ảnh

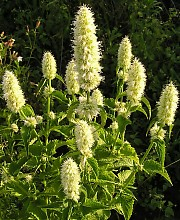
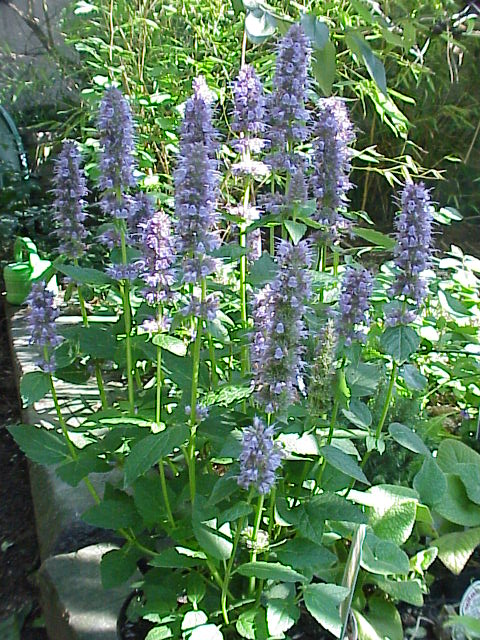
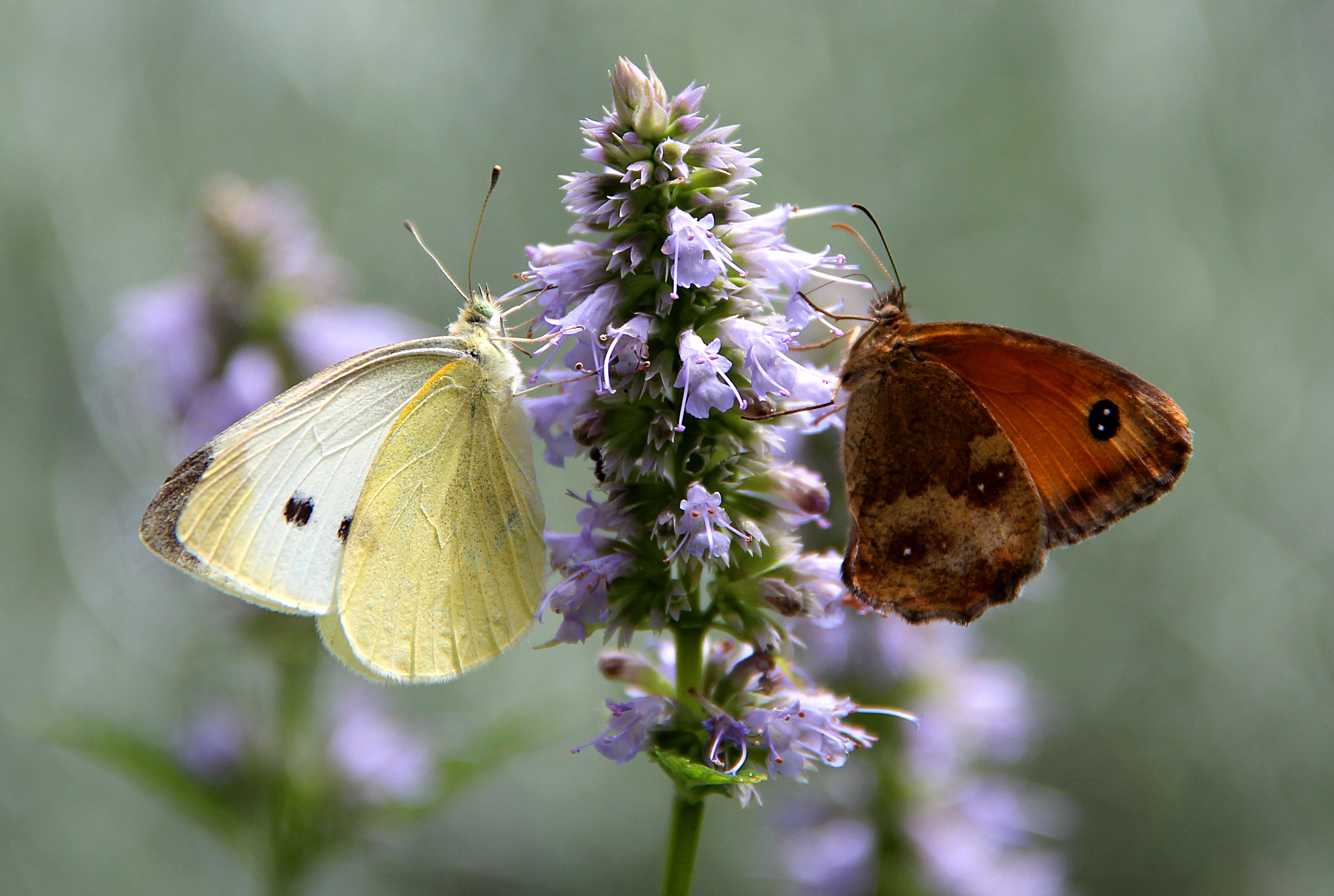
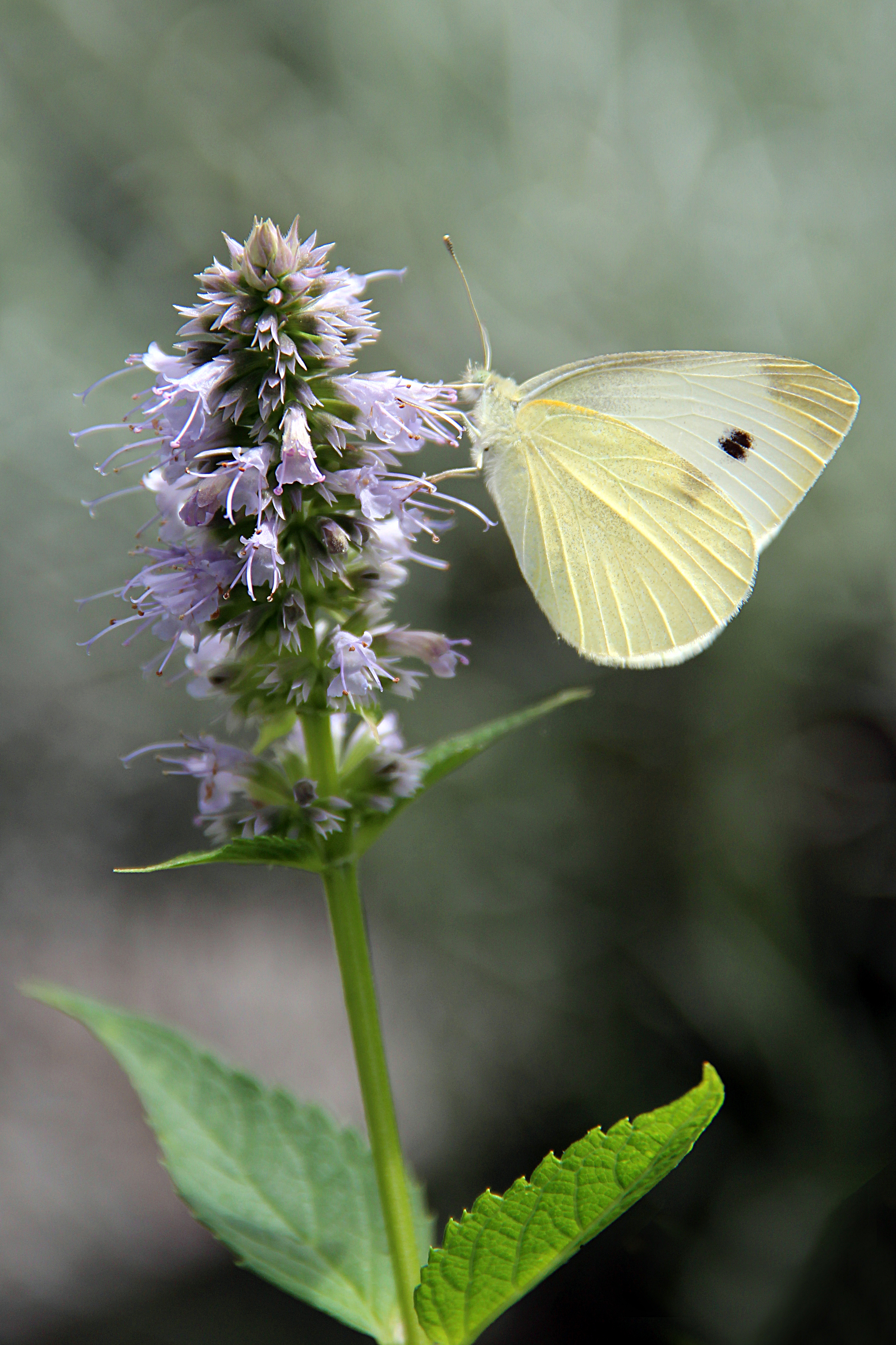
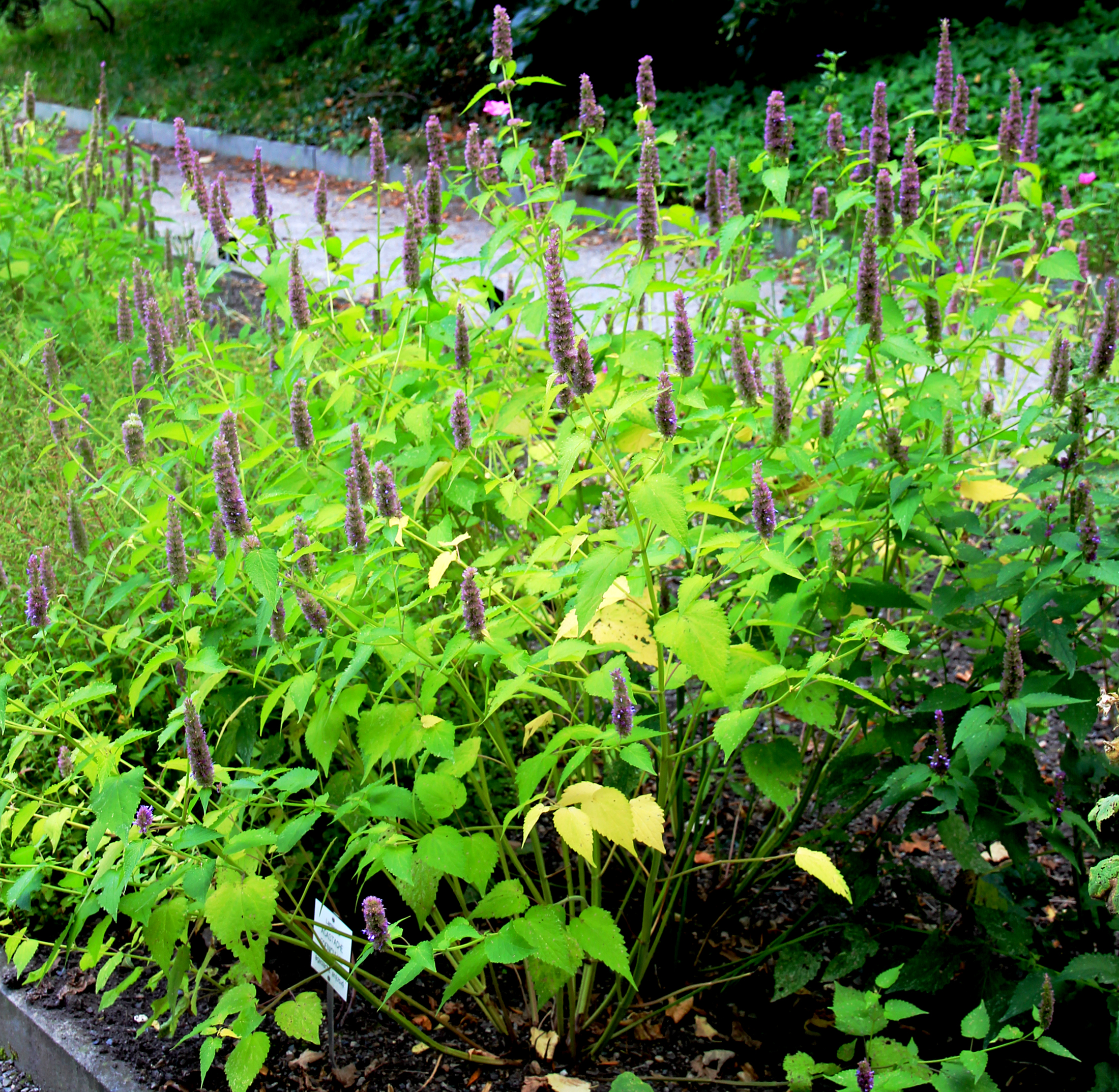
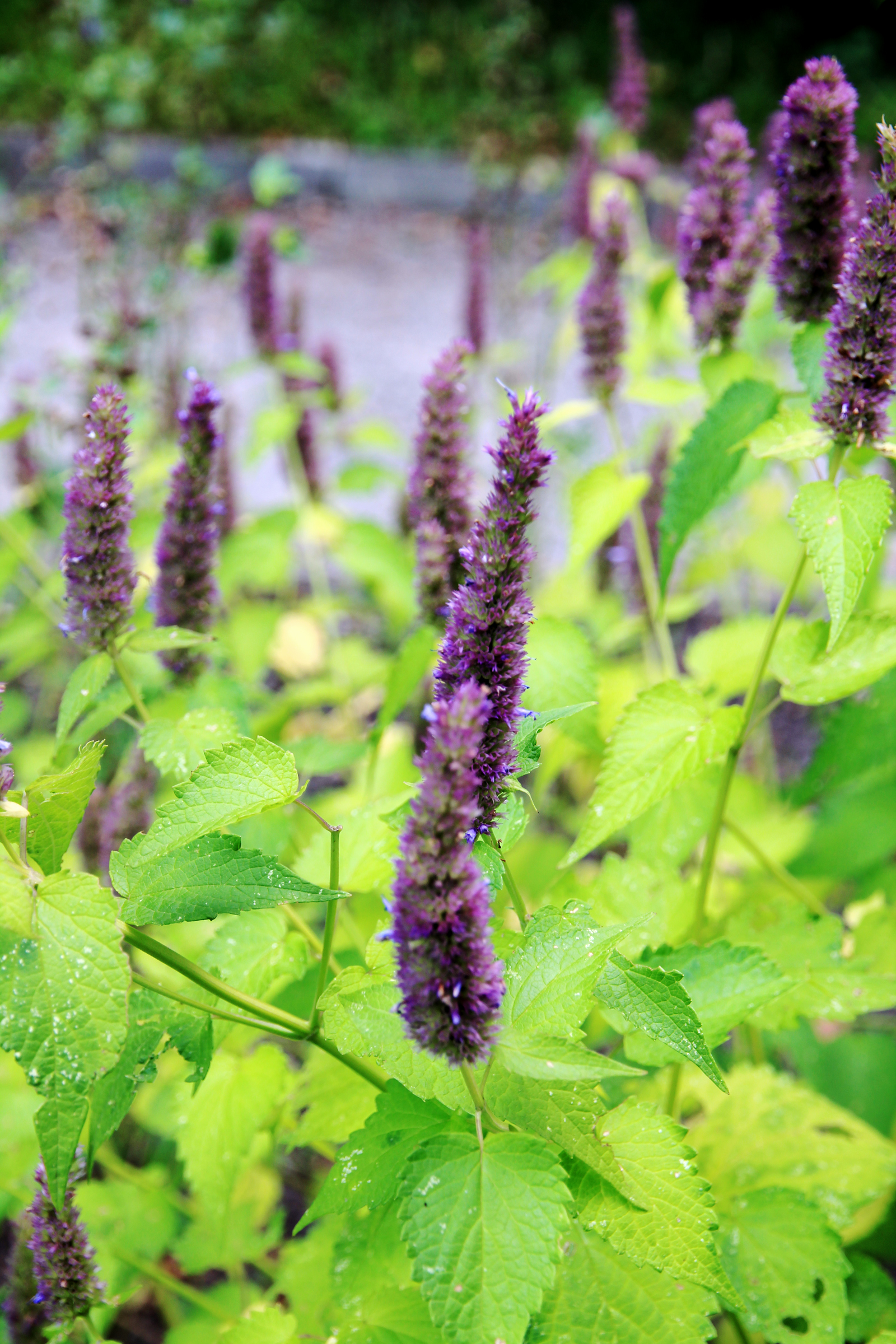